# Goniothalamus clemensii
Goniothalamus clemensii är en kirimojaväxtart som beskrevs av Nguyên Tiên Bân. Goniothalamus clemensii ingår i släktet Goniothalamus och familjen kirimojaväxter. Inga underarter finns listade i Catalogue of Life.